# 桂村乡
桂村乡，是中华人民共和国河南省许昌市建安区下辖的一个乡镇级行政单位。

## 行政区划
桂村乡下辖以下地区：
桂西村、桂东村、王门村、宫后村、小郑村、周沟村、大安村、石桥杨村、肖庄村、大杨村、郅庄村、吕庄村、周胡村、韦路口村、贺张村、东杜村、水道杨村、于寨村、竹园马村、茂武张村和老岗杨村。